# Distrikt San Pedro de Coris
Der Distrikt San Pedro de Coris liegt in der Provinz Churcampa in der Region Huancavelica im Südwesten von Zentral-Peru. Der Distrikt wurde am 10. Mai 1955 gegründet. Er besitzt eine Fläche von 137 km². Beim Zensus 2017 wurden 3573 Einwohner gezählt. Im Jahr 1993 lag die Einwohnerzahl bei 8061, im Jahr 2007 bei 4244. Sitz der Distriktverwaltung ist die 3580 m hoch gelegene Ortschaft San Pedro de Coris mit 1488 Einwohnern. San Pedro de Coris befindet sich 18 km nördlich der Provinzhauptstadt Churcampa. Bei Expansion befindet sich die von der Doe Run Company betriebene Mina Cobriza.

## Geographische Lage
Der Distrikt San Pedro de Coris liegt im zentralen Osten der Provinz Churcampa am Westrand der peruanischen Zentralkordillere. Der Distrikt liegt am Westufer des nach Norden strömenden Río Mantaro.
Der Distrikt San Pedro de Coris grenzt im Süden und im Südwesten an den Distrikt Churcampa, im Westen an den Distrikt Paucarbamba, im Nordwesten an den Distrikt Pachamarca sowie im Osten an die Distrikte Ayahuanco und Santillana (beide in der Provinz Huanta).

## Ortschaften
Im Distrikt gibt es neben dem Hauptort folgende größere Ortschaften:
- Carhuacho (227 Einwohner)
- Expansion (538 Einwohner)
- Pampalca